# 塔森伯格宫
塔森伯格宫（Taschenbergpalais）是德国城市德累斯顿的一个大酒店，靠近德累斯顿王宫和茨温格宫。

## 历史
该建筑建于1705-1708年，原为贵族府邸。它毁于1945年第二次世界大战期间，重建于1992-1995年。重建耗资1.3亿欧元。1995年3月31日，五星级连锁酒店凯宾斯基酒店在此开设酒店。它是萨克森州第一个五星级酒店，曾获德国最佳新酒店奖。

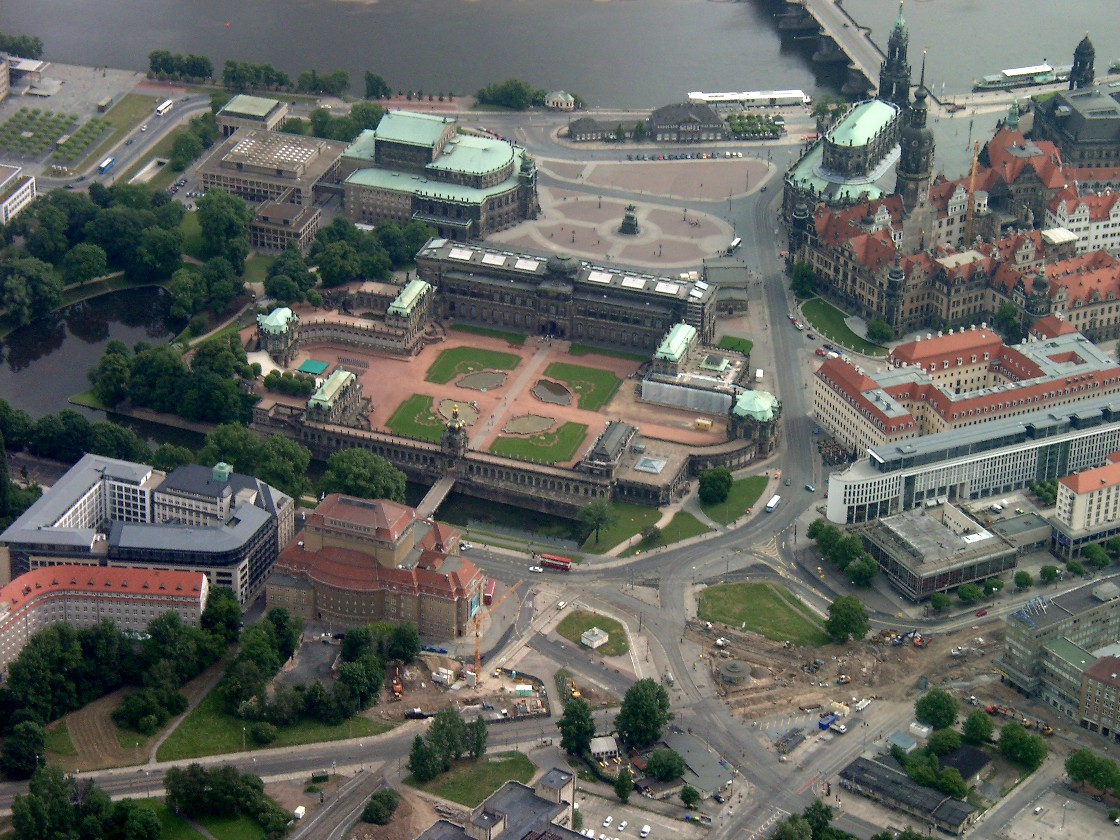
航拍图，塔森伯格宫位于右侧中部

2009年以前，塔森伯格宫酒店曾是世界顶级酒店成员。